# Hervormde kerk (Poederoijen)
De Hervormde kerk of Johanneskerk is een kerkgebouw aan de Maasdijk 42 te Poederoijen in de Nederlandse provincie Gelderland.

## Geschiedenis
Vroeger stond er een 15e-eeuwse kerk op deze plaats. Deze brandde uit in 1896. Er werd een nieuwe kerk gebouwd, waarin de restanten van de toren werden opgenomen. In 1897 werd deze kerk in gebruik genomen.
Het betreft een bakstenen zaalkerk onder zadeldak met voorgebouwde 15e-eeuwse toren, gedekt door een tentdak. Het kerkschip heeft sierbanden in kleurige baksteen en spitsbogige vensters.
In het interieur vindt men een grafsteen van 1681 en een goed bewaard kerkmeubilair uit de tijd van de bouw. Het orgel is van 1975 en werd gebouwd door de firma K.B. Blank & Zn.